# 外村康二
外村 康二（そとむら こうじ、1958年1月23日 - ）は、大阪府池田市出身の元体操競技選手。現在は地元池田市のスポーツ施設管理をしている。

## 人物
清風学園高等学校を経て日本体育大学体育学部卒業後、1980年4月紀陽銀行に入行。
1980年モスクワオリンピック日本代表選手となるが日本政府によるボイコットにより不出場。1984年ロサンゼルスオリンピック体操男子団体、男子床銅メダリスト。
現役引退後は、所属する紀陽銀行の体操部監督及び、日本体操協会のナショナルコーチとして指導の道に進んだ。2020年8月、池田市スポーツ親善大使に任命された。
長男はトランポリン選手の外村哲也（北京オリンピック4位入賞）である。

## 成績
- 1980年 モスクワオリンピック（ソビエト）代表 ※日本不参加
- 1981年 ブカレストユニバーシアード（ルーマニア）平行棒金メダル
- 1981年 モスクワ世界選手権（ソビエト）団体総合銀メダル
- 1983年 ブダペスト世界選手権（ハンガリー）団体総合、平行棒銅メダル
- 1984年 ロサンゼルスオリンピック（アメリカ）団体総合、ゆか銅メダル
- 1985年 NHK杯個人総合 優勝
- 1985年 モントリオール世界選手権（カナダ）団体総合4位